# Kiryas Joel
Kiryas Joel (jiddisch: קרית יואל [ˈkɪr.jəs ˈjɔɪ.əl]; KJ, förkortning) är en stad i Orange County, New York, USA. Kiryas Joel räknas till New Yorks storstadsregion. Den har en judisk majoritetsbefolkning och har fått sitt namn efter rabbinen Joel Teitelbaum (1887–1979). Ibland jämförs den med judiska bosättningar i Östeuropa, städer och/eller stadsdelar med en större judisk befolkning.

## Demografi
Flertalet av Kiryas Joels invånare är jiddischtalande och tillhör den judiska väckelserörelsen chassidism (satmar). Den höga nativiteten gör att Kiryas Joel har en mycket låg medianålder (13,2 år).